# 흥선동
흥선동(興宣洞)은 대한민국 경기도 의정부시에 위치한 행정동이다.

## 개요
흥선동은 흥선로를 접경으로 의정부2동과 접해 있으며, 북쪽으로는 가능동과 경계를 이루고 있다. 서북으로는 양주시 장흥면과 경계를 이루고 있고 교외선 철도가 북단으로 횡단한다.
옛 가능3동 주민센터 뒷편인 가능동 702번지 일대에 흥선대원군이 실각한 후 지내던 '직곡산장(直谷山莊)'이 있었다.  이곳과 가깝다고 해서 의정로, 흥선로, 호국로가 만나는 6거리를 '흥선광장(興宣廣場)'이라고 이름붙였다.

## 역사
흥선동은 1914년 4월 1일 전국 행정구역 개편 때 양주군 시북면(柴北面) 가좌리(嘉座里), 어능리(魚陵里), 직동(直洞)을 합쳐서 가능리(佳陵里)로 개칭하였다가, 1956년에 2개리로 분할되어 가능1리와 가능2리가 되었다. 1963년 1월 1일 의정부시 가능1리와 가능2리가 되었다.
1964년 6월 1일 동제도가 실시되면서 가능1동과 가능2동이 되었다. 1970년 7월 1일 가능3동이 가능2동에서 분동되었다. 1982년 2월 1일에 동 관할구역 변경으로 4개통의 24개반이 의정부4동으로 분리되어 행정구역도 4.57km2로 줄었다. 2017년 4월 3일 가능2동과 가능3동이 흥선동으로 통합·변경되었다.

## 법정동
- 가능동
- 의정부동

## 교육
- 가능초등학교
- 의정부서초등학교
- 다온중학교
- 경민중학교
- 경민여자중학교
- 경민고등학교
- 경민IT고등학교
- 경민여자정보고등학교
- 경민대학